# Unterseeboot U-152 (1917)
Pour les autres navires du même nom, voir Unterseeboot 152.
L'Unterseeboot U-152 est un sous-marin de type U 151 de la marine impériale allemande pendant la Première Guerre mondiale.
Construit à Hambourg, le sous-marin a été mis en service en octobre 1917. Initialement conçu comme un navire de commerce submersible pour transporter du matériel de guerre critique en forçant le blocus britannique, il a été converti en navire de combat pendant sa construction.

## Historique
L'U-152 a été activement employé dans l’Atlantique pendant la dernière année du conflit. Parmi ses victimes se trouvaient deux goélettes américaines, la Julia Frances (coulée le 27 janvier 1918) et la A.E. Whyland (coulée le 13 mars 1918), la barque norvégienne Stifinder (coulée le 13 octobre 1918), la Giralda espagnole (coulée le 25 janvier 1918), et le cargo de la Marine américaine USS Ticonderoga. Ce dernier est coulé le 30 septembre 1918, après deux heures de combat, avec de lourdes pertes parmi son équipage et ses passagers. La veille, le 29 septembre, le sous-marin avait également combattu au canon contre le pétrolier USS George G. Henry, mais le navire américain s’est échappé en dépit des dégâts subis.
Après son retour en Allemagne en novembre 1918, à la fin de sa dernière croisière en temps de guerre, l'U-152 est livré aux Alliés à Harwich le 24 novembre 1918, conformément aux exigences de l’armistice avec l’Allemagne. Il est exposé au Tower Bridge à Londres en décembre 1918, puis amarré à Portsmouth. Le 30 juin 1921, il est remorqué jusque dans la Manche et sabordé,.

## Affectations
- U-Kreuzer Flotille : du 20 octobre 1917 au 11 novembre 1918.

## Commandants
- Kapitänleutnant Constantin Kolbe[4] : du 20 octobre 1917 au 3 mai 1918.
- Korvettenkapitän Gerhard von Zitzewitz[5] : du 4 mai au 24 août 1918.
- Kptlt. Adolf Franz[6]  : du 25 août au 15 novembre 1918.

## Navires coulés
| Date              | Nom                 | Nationalité | Tonnage | Destin.   |
| ----------------- | ------------------- | ----------- | ------- | --------- |
| 25 janvier 1918   | Giralda             | Espagne     | 2194    | Coulé     |
| 26 janvier 1918   | Germano             | Portugal    | 236     | Coulé     |
| 26 janvier 1918   | Serra Do Gerez      | Portugal    | 257     | Coulé     |
| 27 janvier 1918   | Julia Frances       | États-Unis  | 183     | Coulé     |
| 28 janvier 1918   | Neptuno             | Portugal    | 321     | Coulé     |
| 5 février 1918    | Sebastian           | Espagne     | 2563    | Coulé     |
| 9 février 1918    | Ceferino            | Espagne     | 3647    | Coulé     |
| 15 février 1918   | Neguri              | Espagne     | 1859    | Coulé     |
| 16 février 1918   | Mar Caspio          | Espagne     | 2723    | Coulé     |
| 24 février 1918   | Gaetana Costanzo    | Italie      | 1027    | Coulé     |
| 26 février 1918   | Siljestad           | Norvège     | 4298    | Coulé     |
| 6 mars 1918       | Elector             | Portugal    | 134     | Coulé     |
| 7 mars 1918       | Luigi               | Italie      | 3549    | Coulé     |
| 13 mars 1918      | A. E. Whyland       | États-Unis  | 130     | Coulé     |
| 16 mars 1918      | Ellaston            | Royaume-Uni | 3192    | Coulé     |
| 31 mars 1918      | Indien              | Danemark    | 4199    | Coulé     |
| 3 avril 1918      | Elsie Birdett       | Royaume-Uni | 118     | Coulé     |
| 11 septembre 1918 | Constance           | Danemark    | 199     | Endommagé |
| 29 septembre 1918 | USS George G. Henry | US Navy     | 6936    | Endommagé |
| 30 septembre 1918 | USS Ticonderoga     | US Navy     | 5130    | Coulé     |
| 14 octobre 1918   | Stifinder           | Norvège     | 1745    | Coulé     |
| 15 octobre 1918   | Messina             | Royaume-Uni | 4271    | Endommagé |